# Чепинска седловина
Чепинска седловина (78°05′44″ ю. ш. 85°45′13″ з. д. / 78.095556° ю. ш. 85.753611° з. д.) е седловина в северно-централния дял на хребета Сентинел в планина Елсуърт, Антарктика. Получава това име в чест на село Чепино в Област Перник и областта Чепино в Родопите през 2011 г.

## Описание
Седловината е с височина 2500 m. Тя свързва хребета Пробуда на югозапад и Бенгайските възвишения на североизток. Чепинската седловина е част от ледодела между ледниците Ембрей на север и Елън на юг.

## Картографиране
Американска топографска карта от 1961 г. и 1988 г.

## Карти
- Vinson Massif. Scale 1:250 000 topographic map. Reston, Virginia: US Geological Survey, 1988.